# دایوان

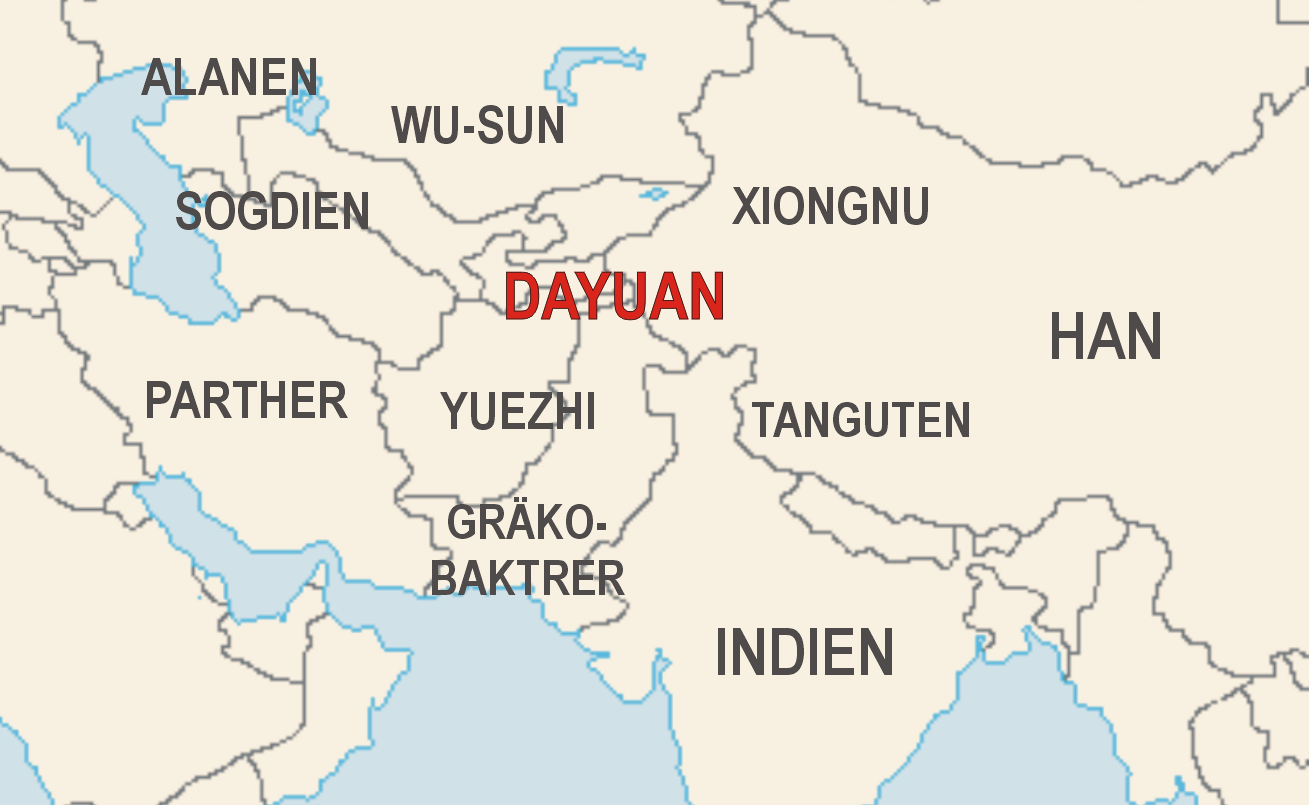
جایگاه دایوان (با نویسهٔ سرخ‌رنگ) و همسایگانش

دایوان یا تا یوان (چینی:大宛، پین‌یین: Dàyuān، وید-جایلز:Ta-Yuan) نامی‌است که در نوشته‌های کهن چین -مانند بایگانی تاریخ‌نویس بزرگ و کتاب هان-به باشندگان فرغانه داده شده‌است. بر اساس گزارش‌های منابع چینی سدهٔ دوم پیش از میلاد آنان مردمانی از نژاد سفید و به احتمال مرتبط با دولت یونانی باختر بوده‌اند. گزارش چینیان همچنین از صنعت‌های دایوان و دلبستگی ایشان به می سخن گفته‌اند.
امروزه چنین پنداشته می‌شود که دایوآنی که چینیان از آن سخن گفته‌اند مستعمره‌ای یونانی‌نشین بوده که اسکندر پس از گشودن فرغانه در ۳۲۹ پیش از میلاد برپانمود و در آینده یوئه‌چی‌ها بدان سرزمین کوچیده‌اند.
دایوان به احتمال نخستین تمدن هندواروپایی بوده‌است که چینیان با آن آشنا شدند.

## واژه‌شناسی
دایوان در چینی معنای یوان بزرگ را می‌دهد. می‌نماید که این یوان اشاره به خاستگاه مستعمره‌نشینان یونانی-یونیه- باشد. اگر این احتمال درست باشد دایوان معنای یونیه‌ای‌های بزرگ را می‌رساند.